# Mundialito de Clubes de Futebol de Areia de 2015
O Mundialito de Clubes de Futebol de Areia de 2015 ocorre no Rio de Janeiro, no Brasil, de 09 a 13 de dezembro. A sede principal dos jogos é na Praia da Barra da Tijuca. As duas primeiras edições foram realizadas na Praia do Sol, na complexo esportivo Arena Guarapiranga, localizado perto da Represa de Guarapiranga, em São Paulo, Brasil. A última edição foi realizada na Praia de Copacabana, localizada no Rio de Janeiro, em Rio de Janeiro, Brasil.

## Equipes Qualificadas
| CONMEBOL      | UEFA          | AFC     |
| ------------- | ------------- | ------- |
| Corinthians   | Barcelona     | Al Ahli |
| Flamengo      | Levante       |         |
| Fluminense    | Sporting Club |         |
| Vasco da Gama |               |         |

## Local
|  | Barra da TijucaMundialito de Clubes de Futebol de Areia de 2015 (Brasil) |

## Equipes
As equipes que participaram nesta 4ª edição são:
| GRUPO A       | GRUPO B       |
| ------------- | ------------- |
| Corinthians   | Barcelona     |
| Flamengo      | Levante       |
| Fluminense    | Al Ahli       |
| Vasco da Gama | Sporting Club |

## Fase de grupos

### Grupo A
| Equipe        | Pts | J | V | V+ | D | GM | GS | +/- |
| ------------- | --- | - | - | -- | - | -- | -- | --- |
| Vasco da Gama | 9   | 3 | 3 | 0  | 0 | 16 | 7  | +9  |
| Fluminense    | 6   | 3 | 2 | 0  | 1 | 11 | 8  | +3  |
| Corinthians   | 3   | 3 | 1 | 0  | 2 | 14 | 17 | -3  |
| Flamengo      | 0   | 3 | 0 | 0  | 3 | 8  | 17 | -9  |

| 09 de Dezembro de 2015 | Fluminense | 7 - 2 (0 - 0, 3 - 2, 4 - 0) | Corinthians                 | Praia da Barra da Tijuca, Rio de Janeiro |
| 14:30                  | Fernando DDI 18' · Fernando DDI 19' · Bernardo Botelho 21' · Fernando DDI 25' · Bernardo Botelho 27' · Filipe 29' · Filipe 35' | Report                      | 15' André · 20' Antônio Jr. |                                          |

| 09 de Dezembro de 2015 | Flamengo                       | 3 - 5 (1 - 0, 1 - 3, 1 - 2) | Vasco                                                               | Praia da Barra da Tijuca, Rio de Janeiro |
| 15:45                  | Dmais 1' · Fred 20' · Fred 34' | Report                      | 13' Catarino · 13' Catarino · 21' Rafinha · 26' Lucão · 35' Bokinha |                                          |

| 10 de Dezembro de 2015 | Corinthians                            | 3 - 6 (1 - 2, 0 - 2, 2 - 2) | Vasco                                                                     | Praia da Barra da Tijuca, Rio de Janeiro |
| 14:30                  | Sidnei 2' · Be 27' · Anderson Dias 30' | Report                      | 2' Rafinha · 3' Lucão · 18' Bokinha · 19' Lucão · 32' Lucão · 35' Cesinha |                                          |

| 10 de Dezembro de 2015 | Flamengo  | 1 - 3 (0 - 0, 1 - 1, 0 - 2) | Fluminense                                           | Praia da Barra da Tijuca, Rio de Janeiro |
| 15:45                  | Dmais 20' | Report                      | 14' Daniel Zidane · 29' Vinicius Guedes · 32' Filipe |                                          |

| 11 de Dezembro de 2015 | Vasco                                                  | 5 - 1 (1 - 0, 0 - 1, 4 - 0) | Fluminense       | Praia da Barra da Tijuca, Rio de Janeiro |
| 14:30                  | Lucão 6' · Igor 25' · Lucão 27' · Lucão 29' · Igor 30' | Report                      | 22' Bryan Rangel |                                          |

| 11 de Dezembro de 2015 | Corinthians | 9 - 4 (3 - 2, 2 - 1, 4 - 1) | Flamengo                                                       | Praia da Barra da Tijuca, Rio de Janeiro |
| 15:45                  | Be 5' · Alan Cavalcanti 7' · Be 7' · Be 21' · Anderson Dias 22' · Anderson Dias 26' · Sidnei 29' · Be 30' · Anderson Dias 35' | Report                      | 7' Ricardo Case · 12' Mauricinho · 20' Ricardo Case · 26' Fred |                                          |

### Grupo B
| Equipe        | Pts | J | V | V+ | D | GM | GS | +/- |
| ------------- | --- | - | - | -- | - | -- | -- | --- |
| Barcelona     | 8   | 3 | 2 | 1  | 0 | 15 | 11 | +4  |
| Al Ahli       | 6   | 3 | 2 | 0  | 1 | 16 | 12 | +4  |
| Sporting Club | 3   | 3 | 1 | 0  | 2 | 18 | 20 | -2  |
| Levante       | 0   | 3 | 0 | 0  | 3 | 12 | 18 | -6  |

| 09 de Dezembro de 2015 | Sporting Club                                      | 4 - 6 (1 - 2, 0 - 3, 3 - 1) | Al Ahli                                                                       | Praia da Barra da Tijuca, Rio de Janeiro |
| 12:00                  | Nelito 11' · Marinho 26' · Nelito 31' · Nelito 34' | Report                      | 3' Rodrigo · 8' Madjer · 13' Rodrigo · 14' Rodrigo · 14' Rodrigo · 36' Jordan |                                          |

| 09 de Dezembro de 2015 | Levante                           | 2 - 3 (A.E.T) (0 - 1, 1 - 0, 1 - 1, 0 - 1) | Barcelona                                             | Praia da Barra da Tijuca, Rio de Janeiro |
| 13:15                  | Pablo Perez 19' · Pablo Perez 35' | Report                                     | 12' Bruno Xavier · 30' Llorenç · 38' Nicolas Alvarado |                                          |

| 10 de Dezembro de 2015 | Sporting Club | 8 - 6 (3 - 2, 3 - 3, 2 - 1) | Levante                                                                                     | Praia da Barra da Tijuca, Rio de Janeiro |
| 12:00                  | Rasheed Vaziri 11' · Ricardihnho 15' · Takasuke Goto 16' · Juninho 19' · Takasuke Goto 27' · Rasheed Vaziri 29' · Nelito 30' · Rasheed Vaziri 33' | Report                      | 10' Juanito · 15' Jhony · 17' Jhony · 30' Pablo Perez · 32' Pablo Perez · 34' Jose Miralles |                                          |

| 10 de Dezembro de 2015 | Barcelona                                            | 4 - 3 (1 - 3, 1 - 0, 2 - 0) | Al Ahli                                           | Praia da Barra da Tijuca, Rio de Janeiro |
| 13:15                  | Ozu 8' · Datinha 13' · Ramiro Amarelle 27' · Ozu 33' | Report                      | 1' Rui Coimbra · 3' Jordan · 7' Mohamed Sabah Ali |                                          |

| 11 de Dezembro de 2015 | Al Ahli | 7 - 4 (2 - 1, 2 - 1, 3 - 2) | Levante                                              | Praia da Barra da Tijuca, Rio de Janeiro |
| 12:00                  | Bruno Novo 5' · Bruno Novo 10' · Madjer 13' · Mohamed Sabah Ali 20' · Rodrigo 26' · Madjer 30' · Madjer 34' | Report                      | 9' Jose Miralles · 17' Salvo · 34' Salvo · 35' Salvo |                                          |

| 11 de Dezembro de 2015 | Barcelona | 8 - 6 (3 - 2, 3 - 3, 2 - 1) | Sporting Club                                                                           | Praia da Barra da Tijuca, Rio de Janeiro |
| 13:15                  | Bruno Xavier 4' · Datinha 7' · Nicolas Alvarado 11' · Datinha 15' · Datinha 17' · Datinha 23' · Ozu 26' · Datinha 27' | Report                      | 4' Nelito · 11' Rasheed Vaziri · 17' Ricardihnho · 21' Nelito · 23' Nelito · 32' Duarte |                                          |

## Fase final
|  | Semifinais     | Semifinais     |      |                | Final          | Final |  |
|  |                |                |      |                |                |       |  |
|  | 12 de Dezembro |                |      |                |                |       |  |
|  | Vasco da Gama  | 5              |      |                |                |       |  |
|  | Fluminense     | 2              |      |                |                |       |  |
|  |                |                |      |                |                |       |  |
|  |                |                |      |                | 13 de Dezembro |       |  |
|  |                |                |      |                | Vasco da Gama  | 4(2)  |  |
|  |                | Barcelona      | 4(3) |                |                |       |  |
|  |                |                |      |                |                |       |  |
|  |                |                |      |                |                |       |  |
|  |                |                |      |                | Terceiro lugar |       |  |
|  | 12 de Dezembro | 12 de Dezembro |      | 13 de Dezembro | 13 de Dezembro |       |  |
|  | Barcelona      | 3              |      | Fluminense     | 4(2)           |       |  |
|  | Al Ahli        | 2              |      |                | Al Ahli        | 4(3)  |  |

### Semifinais
| 12 de Dezembro de 2015 | Barcelona                                                    | 3 - 2 (a.e.t.) (0 - 0, 1 - 0, 1 - 2, 1 - 0) | Al Ahli                                | Praia da Barra da Tijuca, Rio de Janeiro |
| 09:45                  | Llorenç Gomez 15' · Jonathan torohia 36' · Llorenç Gomez 38' |                                             | 29' Santos Jordan · 30' Rodrigo Soares |                                          |

| 12 de Dezembro de 2015 | Vasco da Gama                                                      | 5 - 2 (1 - 0, 2 - 2 , 2 - 0) | Fluminense                     | Praia da Barra da Tijuca, Rio de Janeiro |
| 10:30                  | Bokinha 9' · Rafinha 14' · Bokinha 22' · Bokinha 26' · Rafinha 34' |                              | 16' Daniel Zidane · 17' Felipe |                                          |

### Terceiro lugar
| 13 de Dezembro de 2015 | Al Ahli                                                         | 4 - 4 (a.e.t.) | Fluminense                                                           | Praia da Barra da Tijuca, Rio de Janeiro |
| 13:30                  | Rodrigo 11' · Mohamed Sabah Ali 16' · Rodrigo 22' · Rodrigo 36' |                | 17' Bryan Rangel · 27' Filipe · 28' Daniel Zidane · 36' Fernando DDI |                                          |

|                                  |       | Penalidades                          |  |
| Bruno Novo Santos Jordan Rodrigo | 3 - 2 | Fernando DDI Filipe Bernardo Botelho |  |

### Final
| 13 de Dezembro de 2015 | Vasco                                               | 4 - 4 (a.e.t.) (1 - 0, 3 - 2, 0 - 2, 0 - 0) | Barcelona                                                  | Praia da Barra da Tijuca, Rio de Janeiro |
| 15:15                  | Bokinha 11' · Catarino 15' · Bokinha 18' · Leon 17' |                                             | 16' Datinha · 23' Llorenç · 25' Llorenç · 27' Bruno Xavier |                                          |

|                    |       | Penalidades         |  |
| Igor Lucão Bokinha | 2 - 3 | Ozu Llorenç Datinha |  |

## Campeão
| IV Mundialito de Clubes de Futebol de Areia |
| ------------------------------------------- |
| Barcelona Campeão (Primeiro Título)         |

## Prêmios
| Melhor Jogador (MVP)          | Melhor Jogador (MVP) | Melhor Jogador (MVP) |
| ----------------------------- | -------------------- | -------------------- |
| Ozu ( Barcelona)              |                      |                      |
| Artilheiro                    |                      |                      |
| Datinha ( Barcelona)          |                      |                      |
| Lucão ( Vasco da Gama)        |                      |                      |
| Bokinha ( Vasco da Gama)      |                      |                      |
| Nelito ( Sporting Club)       |                      |                      |
| 7 Gols                        |                      |                      |
| Melhor Goleiro                |                      |                      |
| Jonathan torohia ( Barcelona) |                      |                      |

## Classificação
| Pos. | Time          |
| ---- | ------------- |
| 1º   | Barcelona     |
| 2º   | Vasco da Gama |
| 3º   | Al Ahli       |
| 4º   | Fluminense    |
| 5º   | Sporting Club |
| 6º   | Corinthians   |
| 7º   | Levante       |
| 8º   | Flamengo      |